# Comtat de Meath
El comtat de Meath (gaèlic irlandès An Mhí) és un comtat de la província de Leinster (República d'Irlanda). Endemés de la capital, Navan, la ciutat més important és Trim.

## Ciutats i viles
- Agher
- Athboy
- Ashbourne
- Ballinabrackey
- Ballivor
- Batterstown
- Bective
- Bellewstown
- Bettystown
- Bohermeen
- Carnaross
- Castletown
- Clonard
- Clonee
- Curragha
- Cushenstown
- Donore
- Drumconrath
- Duleek
- Dunboyne
- Dunderry
- Dunsany
- Dunshaughlin
- Enfield
- Gormanston
- Johnstown
- Julianstown
- Kells
- Kilbride
- Kildalkey
- Kiltale
- Kentstown
- Killeen
- Kilmessan
- Kinnegad
- Laytown
- Lobinstown
- Longwood
- Mornington
- Moynalty
- Mulhussey
- Navan
- Newtown
- Nobber
- Oldcastle
- Rathmolyon
- Rathbran
- Rathkenny
- Ratoath
- Robinstown
- Skryne
- Slane
- Stamullen
- Summerhill
- Trim

## Història
El comtat és conegut col·loquialment com el "comtat reial" degut a la seva història com a casal del Gran Rei d'Irlanda. Formava part de l'est del Regne de Mide, que ocupava tot l'actual comtat, tot el comtat de Westmeath i parts dels comtats de Cavan, Longford, Louth, Offaly, Dublín i Kildare. La seu del Gran Rei estava a Tara. Al nord-est del comtat es troba el complex arqueològic de Brú na Bóinne, d'uns 5000 anys i inclou els jaciments funeraris de Newgrange, Knowth i Dowth. És un Patrimoni de la Humanitat designat per la UNESCO des de 1993.

## Situació de l'irlandès
Al comtat de Meath hi ha les dues úniques àrees Gaeltacht de la província de Leinster, a Ráth Cairn i Baile Ghib. Hi ha un total de 2.603 parlants d'irlandès al comtat, amb 1.299 parlants nadius a la Gaeltacht de Meath. Endemés hi ha uns 1.304 més a les set Gaelscoils fora de la Gaeltacht. L'àrea del Gran Dublín té el major nombre d'escoles en irlandès d'Irlanda.

## Galeria d'imatges

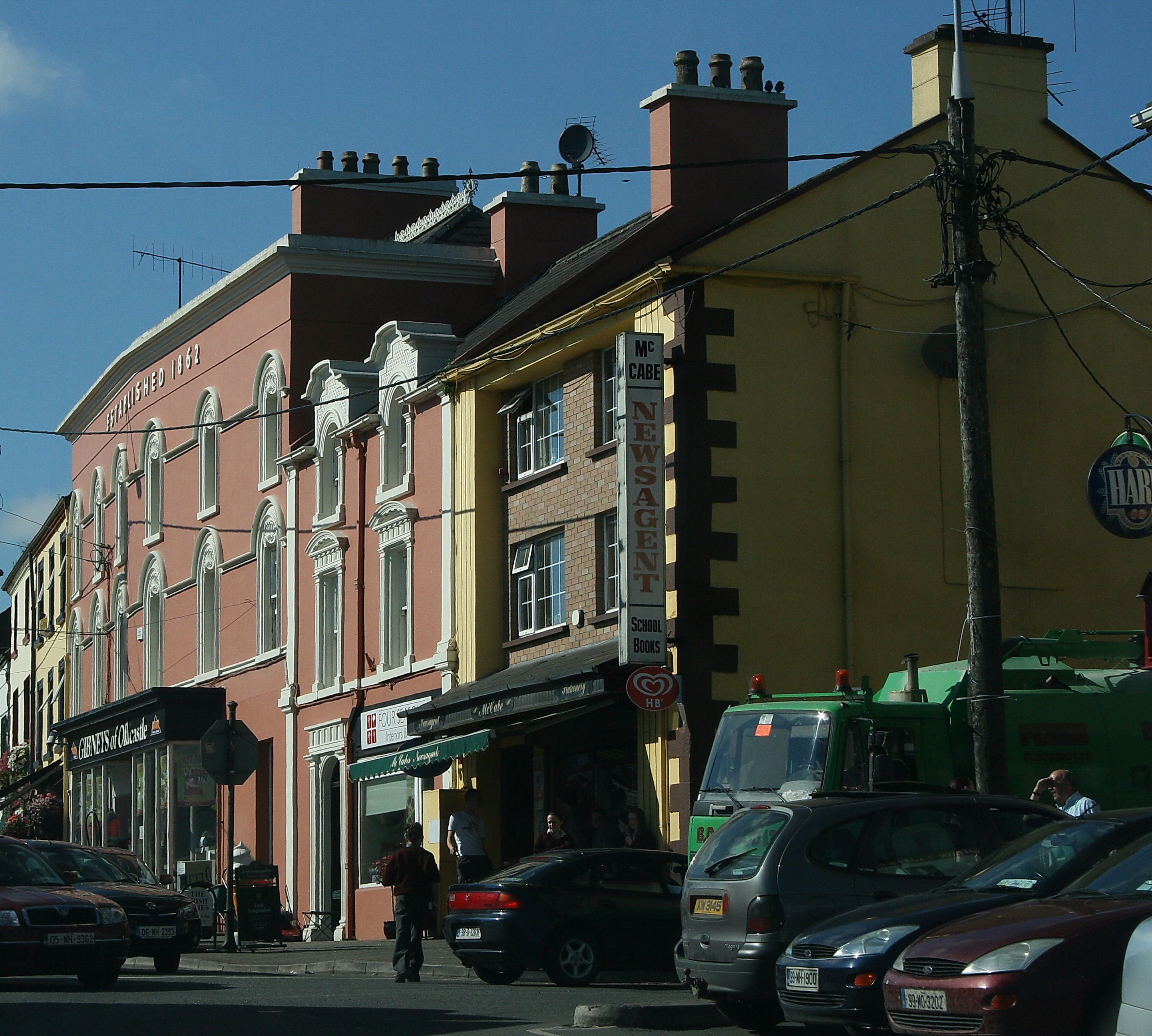
Oldcastle
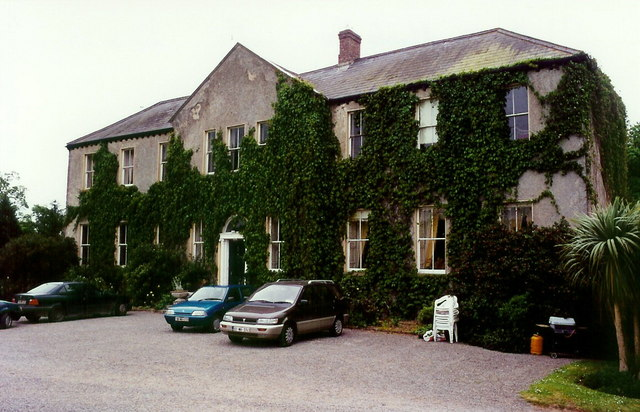
Dardistown Castle
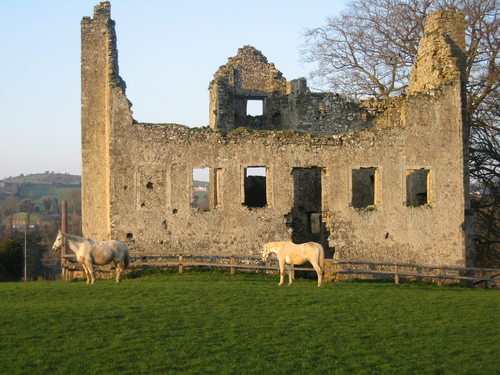
Castell de Fennor